# Rallye Neuseeland 1980
Die 11. Rallye Neuseeland war der 8. Lauf zur Rallye-Weltmeisterschaft 1980. Sie fand vom 13. bis zum 17. September in der Region von Christchurch statt.

## Klassifikationen

### Endergebnis
| Rang | Fahrer          | Co-Pilot              | Auto                       | Zeit (Std./Min./Sek.) | Rückstand Sieger (Std./Min./Sek.) Rückstand V (Min./Sek.) |
| ---- | --------------- | --------------------- | -------------------------- | --------------------- | --------------------------------------------------------- |
| 1    | Timo Salonen    | Seppo Harjanne        | Datsun 160J                | 12:06:57              | 0:00:00 00:00                                             |
| 2    | Walter Röhrl    | Christian Geistdörfer | Fiat 131 Abarth            | 12:09:38              | 0:02:41 02:41                                             |
| 3    | Hannu Mikkola   | Arne Hertz            | Mercedes-Benz 500 SLC      | 12:29:22              | 0:22:25 19:44                                             |
| 4    | George Fury     | Monty Suffern         | Datsun 160J                | 12:34:10              | 0:27:13 04:48                                             |
| 5    | Björn Waldegård | Hans Thorszelius      | Mercedes-Benz 500 SLC      | 12:42:38              | 0:35:41 08:28                                             |
| 6    | Paul Adams      | Jim Scott             | Vauxhall Chevette 2300 HSR | 12:49:20              | 0:42:23 06:42                                             |
| 7    | Paddy Davidson  | Paul Greaves          | Ford Escort RS 16000       | 13:19:26              | 1:12:29 30:06                                             |
| 8    | David Parkes    | Stuart Green          | Ford Escort RS 1600        | 13:19:53              | 1:12:56 00:27                                             |
| 9    | Glenn McIntyre  | Dennis Roderick       | Ford Escort RS 1600        | 13:22:05              | 1:15:08 02:12                                             |
| 10   | Morrie Chandler | Don Campbnell         | Mitsubishi Lancer          | 13:30:50              | 1:23:53 08:45                                             |

Insgesamt wurden 43 von 84 gemeldeten Fahrzeuge klassiert:

### Fahrer-Weltmeisterschaft
| Pos. | Fahrer          | Punkte |
| ---- | --------------- | ------ |
| 1    | Walter Röhrl    | 83     |
| 2    | Markku Alén     | 47     |
| 3    | Timo Salonen    | 45     |
| 4    | Björn Waldegård | 43     |
| 5    | Anders Kulläng  | 40     |

### Herstellerwertung
| Pos. | Team          | Punkte |
| ---- | ------------- | ------ |
| 1    | Fiat          | 86     |
| 2    | Datsun        | 67     |
| 3    | Mercedes-Benz | 61     |
| 4    | Ford          | 57     |
| 5    | Opel          | 38     |